# Rhynchostegium alboviridum
Rhynchostegium alboviridum är en bladmossart som beskrevs av Robert Statham Williams 1909. Rhynchostegium alboviridum ingår i släktet näbbmossor, och familjen Brachytheciaceae. Inga underarter finns listade i Catalogue of Life.